# Storsjön, Hudiksvalls kommun
För Storsjön i Nianfors socken i Hudiksvalls kommun, se Storsjön (Nianfors socken, Hälsingland).
Storsjön är en sjö i Hudiksvalls kommun i Hälsingland och ingår i Delångersåns huvudavrinningsområde. Sjön är 26 meter djup, har en yta på 11,5 kvadratkilometer och befinner sig 31 meter över havet. Sjön avvattnas av vattendraget Delångersån (Svågan).
Sjön är belägen i Forsa socken väster om Iggesund. Ett näs åtskiljer sjön från Långsjön i norr. Sjön avvattnas österut genom Björkmoån, som avrinner vid byn Björkmo. Övrig bebyggelse runt sjön är bl.a. Ölsund, Tronbo (med bygdegård), Rödmyra, Lumnäs, Horne, Sunnanbäck, Mikje samt Näset.

## Delavrinningsområde
Storsjön ingår i delavrinningsområde (684072-156086) som SMHI kallar för Utloppet av Storsjön. Medelhöjden är 45 meter över havet och ytan är 32,59 kvadratkilometer. Räknas de 335 avrinningsområdena uppströms in blir den ackumulerade arean 1 965,24 kvadratkilometer. Avrinningsområdets utflöde Delångersån (Svågan) mynnar i havet. Avrinningsområdet består mestadels av skog (43 procent). Avrinningsområdet har 11,43 kvadratkilometer vattenytor vilket ger det en sjöprocent på 35 procent. Bebyggelsen i området täcker en yta av 0,91 kvadratkilometer eller 3 procent av avrinningsområdet.